# Barbara Weistroffer
Barbara Weistroffer, née le 18 mai 1969 à Briey, est une joueuse française de basket-ball évoluant au poste d'ailière.

## Palmarès

### Sélection nationale
Championnat d'Europe
- Médaille d'argent du Championnat d'Europe 1993 en Italie

Goodwill Games
- Médaille d'argent aux Goodwill Games de 1994 à Saint-Pétersbourg

Jeux méditerranéens
- 5e des Jeux méditerranéens de 1993 en France

Autres
- Début en Équipe de France le 17 avril 1992 à Horsholm contre l'Équipe du Danemark
- Dernière sélection le 8 mai 1999 à Clermont-Ferrand contre l'Équipe de Belgique[2].